# Flata flocossa
Flata flocossa är en insektsart som beskrevs av Gutrin-mtneville 1829. Flata flocossa ingår i släktet Flata och familjen Flatidae. Inga underarter finns listade i Catalogue of Life.